# 314 (Buffy)
314 est le 12e épisode de la saison 4 de la série télévisée Buffy contre les vampires.

## Résumé
Alors que Buffy et Riley s'apprêtent à passer leur première nuit en amoureux, Willow entre en disant qu'un démon a tué tout le monde dans la cafétéria. En fait, il s'agit d'une surprise pour la fête d'anniversaire de Buffy. Le lendemain, ayant appris qu'un dangereux démon doit revenir, Giles cherche Buffy. Il rend visite à Maggie Walsh pour lui demander si elle sait où se trouve Buffy. Il éprouve une aversion immédiate pour le professeur Walsh. Il part donc patrouiller avec Alex et Willow qui lui apprennent, à sa grande irritation, que Riley fait partie de l'Initiative et que c'est Maggie Walsh qui le dirige. Ne trouvant aucune trace du démon, Giles dit à Alex et Willow de rentrer chez eux. Resté seul au cimetière, il surprend Ethan Rayne dans une crypte. Ethan échappe à une raclée de la part de Giles en lui promettant des informations. Ils vont donc dans un bar où Ethan lui parle d'un mystérieux projet 314 qui effraie le monde démoniaque. Après plusieurs verres, Giles est passablement ivre et discute avec Ethan comme avec un vieil ami retrouvé.
Le lendemain matin, Giles a été transformé en démon. Totalement paniqué et furieux, il est certain qu'il s'agit d'un mauvais coup d'Ethan. Il se rend chez Alex mais celui-ci ne le reconnaît pas et Giles s'enfuit. Alex ayant prévenu le reste du Scooby-gang, ils vont tous chez Giles. Voyant l'état de sa maison, craignent le pire. Ils identifient le démon vu par Alex dans un des livres de Giles. Pendant ce temps, Giles rencontre Spike qui, lui, le reconnaît car il parle son langage démoniaque et accepte de l'aider contre de l'argent. Spike apprend de la serveuse du bar (avec qui Ethan avait flirté la veille) l'adresse d'Ethan. Il y conduit Giles mais ils sont pris en chasse par l'Initiative. Giles saute de la voiture pendant que Spike sert de leurre. Pendant ce temps, Buffy et Riley mènent aussi leur enquête et découvrent qu'Ethan est en ville.
Giles arrive au motel où se cache Ethan et s'apprête à le tuer quand Buffy et Riley interviennent. Buffy se bat avec Giles mais, au moment où elle va le tuer, elle le reconnaît à son regard. Ethan annule le sort qu'il avait jeté sur Giles et celui-ci retrouve sa vraie forme. Ethan est arrêté par l'Initiative et envoyé en prison. Buffy s'excuse auprès de Giles de ne pas l'avoir prévenu avant pour Riley et Maggie Walsh. Lors de la dernière scène de l'épisode, Maggie Walsh entre dans une pièce sur la porte de laquelle est inscrite le chiffre 314.

## Statut particulier de l'épisode
L'épisode présente la particularité d'être centré sur le personnage de Giles, tout comme Alex et Willow avaient eu des épisodes de la saison 3 centrés sur eux (Le Zéro pointé et Les Deux Visages respectivement). Noel Murray, du site The A.V. Club, trouve l'épisode « intelligent et amusant » et ayant pour thème principal « la reconnaissance ». Il permet de redonner un rôle au personnage de Giles derrière son aspect superficiel. Les rédacteurs de la BBC partagent ce sentiment, se réjouissant de revoir Giles revenir sur le devant de la scène et mettant l'accent sur « les dialogues solides de Jane Espenson » et « l'adorable sens de l'espièglerie » présent lors des scènes entre Giles et Ethan Rayne. Mikelangelo Marinaro, du site Critically Touched, lui donne la note de B, estimant qu'il souffre d'un « scénario médiocre », même s'il se conclut « sur une note satisfaisante », mais bénéficie d'un « bon traitement des personnages ». Pour Nikki Stafford, dans Bite Me, Jane Espenson signe une nouvelle fois un épisode « hilarant » mais qui est aussi « touchant » lors de la dernière scène entre Giles et Buffy et qui est le premier « à explorer les doutes des personnages sur leur importance dans la vie de Buffy ».

## Analyse
Le thème de l'épisode est le sentiment que l'on ressent quand on se sent exclu d'un groupe auquel on fait partie depuis longtemps. En l'occurrence, Giles a l'impression d'être incompris et de ne plus être utile au groupe et est peu après transformé en un démon monstrueux se retrouvant littéralement incapable de se faire comprendre.

## Distribution

### Acteurs et actrices crédités au générique
- Sarah Michelle Gellar : Buffy Summers
- Nicholas Brendon : Alexander Harris
- Alyson Hannigan : Willow Rosenberg
- Marc Blucas : Riley Finn
- James Marsters : Spike
- Anthony Stewart Head : Rupert Giles

### Acteurs et actrices crédités en début d'épisode
- Robin Sachs : Ethan Rayne
- Amber Benson : Tara Maclay
- Emma Caulfield : Anya Jenkins
- Lindsay Crouse : Maggie Walsh